# Dobrzany (rejon mikołajowski)
Dobrzany – wieś na Ukrainie w rejonie stryjskim (do 2020 roku w rejonie mikołajowskim) należącym do obwodu lwowskiego.
W 1786 na gruntach Dobrzan powstała w procesie kolonizacji józefińskiej kolonia Dornfeld, obecnie Ternopilja.
Pod koniec XIX orne pola i pastwiska nosiły nazwę Kopanie.